# Askeonsdag
Askeonsdag indleder den kristne fastetid, som fortrinsvis fejres af katolikker. I de 40 dage som fastetiden varer, fra askeonsdag til påskedag, opfordres de troende til særlig intensivt at bede, gøre godt og faste.
Det er uvist, hvor langt tilbage traditionerne med askeonsdag går. Den ældste kildeomtale går tilbage til år 960, og i 1091 indfører Pave Urban 2. askeonsdag som fast tradition i hele den katolske verden.
Askeonsdag falder onsdag efter fastelavns søndag. Da fastelavns søndag er den syvende søndag før påskedag, kan askeonsdag falde så tidligt som den 4. februar (fx i år 1818 og 2285) og så sent som den 10. marts (fx i år 1943 og 2038) if. den gregorianske kalender. I 2019 falder askeonsdag den 6. marts. Fasten starter officielt askeonsdag (og altså ikke fastelavnssøndag), og varer frem til påskedag. I alt 40 dage, da søndage ikke tælles med.  Dagen før Askeonsdag hedder Hvide tirsdag.
Højdepunktet ved askeonsdagsmessen er, når menigheden ved alteret får tegnet et kors på panden med asken eller får strøet aske i håret, mens præsten siger: "Memento, homo, quia pulvis es, et in pulverem reverteris" (Husk, menneske, at du er støv, og til støv skal du vende tilbage). Asken stammer fra det foregående års palmesøndags palmegrene (i Danmark: buksbom-grene), og symboliserer menneskets forgængelighed og kalder på omvendelse. 

## Messens forløb
- Asken indvies med bøn og vievand
- Menigheden kommer op og får tegnet korsets tegn med aske eller strøet aske i håret
- Præsten siger under ceremonien enten: ”Menneske! Af støv er du kommet, og til støvet skal du vende tilbage!"
- Derefter fortsætter gudstjenesten på sædvanlig vis med nadver og bøn.
- Læsning: Joels Bog 2,12-19
- Graduale: Salme 56, 2 og 4

## Udbredelse
Askeonsdagsmesser er fortrinsvis et katolsk fænomen, men vinder i vor tid større og større udbredelse i de protestantiske kirker, herunder også den danske folkekirke.

## Liturgi
Askeonsdag har traditionelt været en dag hvor man mindes menneskets dødelighed. I Den katolske kirke indeholder liturgien uddeling af askekors. Asken kommer fra palmegrene fra forrige års palmesøndag, som bliver brændt kort tid før askeonsdag, ofte sammen med tidligere års hellige olier. En gejstlig tegner et kors med aske blandet med lidt vand på panden af hver enkelt af de troende, mens han siger nogen ord, som minder om menneskets dødelighed og/eller behovet for omvendelse. Det traditionelle formularet er: "Kom ihu, menneske, at du er støv og skal vende tilbage til støv; gør bot så du kan have evigt liv". 
Asken kan også drysses i korsform over den troendes hoved, og dette ligger nærmest den ældste form benyttet i riten. Dette minder mest om den gamle tradition med at drysse aske på hovedet som et symbol på anger over for Gud.

## Historie
Det tidligste bevis for skikken er fra en liturgisk bog skrevet i Mainz ca. 960, og den blev gjort universel i den katolske kirke af pave Urban II i 1091. I katolsk tradition er askeonsdag en faste- og abstinensdag, hvilke betyder, at de troende skal spise mindst muligt og helt undgå kød. Ortodoks faste begynder på en anden dag – dermed har man ikke askeonsdag.
Dagen før askeonsdag kaldes i folkemunde fedetirsdag (Mardi Gras, Martedi grasso) og er afslutningen af den folkelige karnevalstid.

## Aske i Bibelen
Brug af aske blev i gammel tid et udtryk for sorg. Da Tamar var blevet voldtaget af sin halvbroder, "strøede [hun] støv på hovedet, rev i stykker den silkekjole hun havde på sig, og med hånden på hovedet gik hun skrigende bort" (2. Sam 13,19). 
Samme gest kunne også udtrykke sorg over synder og mangler. I Jobs bog (Job 42,3 – 6) siger Job til Gud: "Hvem er det, der uden kundskab tilslører det, du har bestemt? Jeg har talt om noget, jeg ikke forstod, om ting, der var for underfulde til, at jeg kunne vide bested. Jeg sagde: "Hør, jeg vil tale, jeg vil spørge dig, og du skal give mig svar." Jeg havde hørt rygter om dig, men nu har jeg set dig med egne øjne; derfor kalder jeg alt tilbage og angrer i støv og aske." Profeten Jeremias opfordrer til anger og omvendelse: "Mit folks datter, klæd dig i sæk, vælt dig i støvet, hold sorg som over den eneste søn, en bitter klage. I et nu kommer ødelæggeren over os." (Jer 6,26). Lignende eksempler findes hos profeten Daniel (9,3) og i 1. Makkabæerbog (2,47) og en række andre steder. 
I Det nye testamente er det omtalt i Hebræerbrevet (Hebr 9,13) og i Lukasevangeliet (Luk 10,13), hvor Jesus formaner: "Ve dig, Korasin! Ve dig, Betsajda! For hvis de mægtige gerninger, der er sket i jer, var sket i Tyros og Sidon, havde de for længst omvendt sig og siddet i sæk og aske.»

## Aske i tidlig kristendom
De kristne fortsatte at bruge aske som et ydre tegn på anger. Tertullian (ca. 160 – ca. 225) sagde, at syndsbekendelsen burde ledsages af at ligge i sæk og aske. Historikeren Eusebius (ca. 260/265 – 339/340) fortæller om en angrende apostat, som dækker sig selv i aske, da han tryglede Pave Zefyrinus om at restituere ham og give ham kommunion.

## Andre betydninger
I Australien kan askeonsdag (Ash Wednesday) også referere til de store skovbrande, som hærgede den 16. februar 1983 i Victoria og Sydaustralien. 75 mistede livet, og mere end 200 hjem blev ødelagt.